# Olenecamptus grisescens
Olenecamptus grisescens là một loài bọ cánh cứng trong họ Cerambycidae.